# Meeting international Mohammed-VI
Meeting International Mohammed VI d'Athlétisme je atletický mítink, který se koná každoročně v Maroku.

## Rekordy mítinku

### Muži
| Disciplína                   | Výkon              | Atlet                  | Rok rekordu |
| ---------------------------- | ------------------ | ---------------------- | ----------- |
| Běh na 100 metrů             | 9,94 (+0,1 m/s)    | Fred Kerley            | 2023        |
| Běh na 200 metrů             | 20,03 (+0.4 m/s)   | Andre De Grasse        | 2017        |
| Běh na 400 metrů             | 44,33              | Akeem Bloomfield       | 2018        |
| Běh na 800 metrů             | 1:42,70            | Tshepiso Masalela      | 2025        |
| Běh na 1000 metrů            | 2:15,31            | Amine Laâlou           | 2011        |
| Běh na 1500 metrů            | 3:31.43            | Jonah Koech            | 2025        |
| Běh na 5000 metrů            | 12:59,28           | Vincent Kiprop Chepkok | 2012        |
| Běh na 110 metrů překážek    | 13,08 (-1,3 m/s)   | Rasheed Broadbell      | 2023        |
| Běh na 400 metrů překážek    | 48,25              | Khallifah Rosser       | 2022        |
| Běh na 3000 metrů překážek   | 7:56,68            | Soufiane El Bakkali    | 2023        |
| Skok do výšky                | 239 cm             | Bohdan Bondarenko      | 2014        |
| Skok o tyči                  | 586 cm             | Sam Kendricks          | 2018        |
| Skok daleký                  | 838 cm (+0.6 m/s)  | Yahya Berrabah         | 2009        |
| Skok daleký                  | 838 cm (+0.8 m/s)  | Rushwal Samaai         | 2016        |
| Trojskok                     | 17,10 m (-0.4 m/s) | Lázaro Martínez        | 2024        |
| Vrh koulí                    | 22,47 m            | Ryan Crouser           | 2017        |
| Hod diskem                   | 70,78 m            | Fedrick Dacres         | 2019        |
| Hod kladivem                 | 79,90 m            | Paweł Fajdek           | 2015        |
| Hod oštěpem                  | 89,75 m            | Magnus Kirt            | 2018        |
| Zdroj na IAFF Diamond League |                    |                        |             |

### Ženy
| Disciplína                   | Výkon              | Atletka                     | Rok rekordu |
| ---------------------------- | ------------------ | --------------------------- | ----------- |
| Běh na 100 metrů             | 10,83 (+0,3 m/s)   | Elaine Thompsonová-Herahová | 2022        |
| Běh na 200 metrů             | 21,98 (+0,8 m/s)   | Shericka Jacksonová         | 2023        |
| Běh na 400 metrů             | 49,80              | Shaunae Millerová-Uibová    | 2017        |
| Běh na 800 metrů             | 1:56,64            | Caster Semenyaová           | 2016        |
| Běh na 1000 metrů            | 2:31,01            | Caster Semenyaová           | 2018        |
| Běh na 1500 metrů            | 3:54,03            | Gudaf Tsegayová             | 2023        |
| Běh na 3000 metrů            | 8:11,56 Rekord DL  | Beatrice Chebetová          | 2025        |
| Běh na 5000 metrů            | 14:16,31           | Almaz Ayanaová              | 2016        |
| Běh na 100 metrů překážek    | 12,45 (+1,2 m / s) | Tobi Amusanová              | 2025        |
| Běh na 400 metrů překážek    | 52,46              | Femke Bolová                | 2025        |
| Běh na 3000 metrů překážek   | 9:16,14            | Hiwot Ayalewová             | 2012        |
| Skok do výšky                | 201 cm             | Jaroslava Mahučichová       | 2023        |
| Skok o tyči                  | 482 cm             | Sandi Morrisová             | 2019        |
| Skok daleký                  | 693 cm (+0.2 m/s)  | Tianna Bartolettaová        | 2014        |
| Trojskok                     | 14,96 m            | Caterine Ibargüenová        | 2018        |
| Vrh koulí                    | 20,00 m            | Chase Jacksonová            | 2024        |
| Hod diskem                   | 68,28 m            | Yaime Pérezová              | 2019        |
| Hod kladivem                 | 73,30 m            | Kathrin Klaasová            | 2014        |
| Hod oštěpem                  | 64,76 m            | Madara Palameika            | 2016        |
| Zdroj na IAFF Diamond League |                    |                             |             |

## Ročníky
- Meeting International Mohammed VI d'Athlétisme 2016
- Meeting International Mohammed VI d'Athlétisme 2017
- Meeting International Mohammed VI d'Athlétisme 2018
- Meeting International Mohammed VI d'Athlétisme 2019
- Meeting International Mohammed VI d'Athlétisme 2020
- Meeting International Mohammed VI d'Athlétisme 2021
- Meeting International Mohammed VI d'Athlétisme 2022
- Meeting International Mohammed VI d'Athlétisme 2023